# Phòng tuyến Maginot
Phòng tuyến Maginot (IPA: [maʒi'noː], tiếng Pháp: Ligne Maginot), lấy tên của bộ trưởng quốc phòng Pháp André Maginot, là một công trình quân sự xây dựng dọc biên giới Pháp-Đức và Pháp-Ý với mục đích bảo vệ lãnh thổ Pháp sau kinh nghiệm của Chiến tranh thế giới thứ nhất. Tuyến phòng thủ gồm các tường thành bê tông với nhiều ụ chống tăng, lô cốt đại bác, ổ súng máy và đồn quân sự.
Theo kế hoạch an ninh quốc gia của Pháp lúc này thì tường Maginot sẽ làm chậm bước tấn công của quân địch tạo đủ thời gian để lực lượng từ trung ương kéo ra, đồng thời buộc quân địch phải tấn công nước Bỉ trung lập nếu muốn kéo qua biên giới. Quân Pháp từng đạt thắng lợi nhờ chiến thuật đánh cầm cự trong thế chiến thứ nhất, do đó tường Maginot được thiết kế theo khuynh hướng chiến thuật này. Trên thực tế đây là một sai lầm lớn vì năm 1940 Đức vẫn tấn công Bỉ, chọc ngang sườn của tuyến Maginot và tiến sang dễ dàng.
Phòng tuyến Maginot dừng lại tại biên giới Pháp-Bỉ nhưng có nối liền với tường phòng thủ của Bỉ, với điểm cầm cự mạnh nhất tại đồn Eben-Emael. Quân Đức Quốc xã tấn công vào ngay điểm mạnh nhất này bằng lính dù và pháo kích. Trong vòng hai ngày thì tường phòng thủ vỡ và cuộc xâm chiếm Pháp bắt đầu.
Ngày 10/5/1940 Đức Quốc Xã tấn công về phía Hà Lan và Bỉ, mở màn cho mặt trận toàn diện ở phía tây.
Phía Đức có quân số hơn hẳn các sư đoàn Pháp, Bỉ và Hà Lan và quân chi viện nước Anh gửi đến (Đức có 140 sư đoàn so với 121 phe còn lại).
Quân Đức sử dụng chiến dịch chớp nhoáng làm cho phe đồng minh khó chống cự được, sau bốn ngày khai chiến Hà Lan đầu hàng.
Ngày 13/5 tướng Đức là Heinz Guderian dẫn đầu đội quân thiết giáp tiến sâu vào lãnh thổ Pháp, ngày 28/5 Bỉ đầu hàng, nước Pháp hỗn loạn.
Phòng tuyến cho dù có xây kiên cố mấy nhưng vẫn không ngăn cản được các cuộc xâm lược của Đức, nên phòng tuyến chỉ mang lại cảm giác an toàn giả tạo và chỉ mang tính biểu tượng.
Về đặc điểm của phòng tuyến
Phòng tuyến Maginot được xây dựng với chi phí hết 3 tỷ franc Pháp. Với tổng chiều dài là 140 km, chiều sâu đến hàng km, phòng tuyến có khoảng 5800 cấu trúc phòng thủ với những công dụng khác nhau: 936 boong ke súng các loại như súng máy kết hợp và súng chống tăng, 3216 công sự ngầm có súng máy, 94 đài quan sát, 39 công sự,... Các công sự đều thông với nhau có thể đi chuyển qua lại.
Trích dẫn của André Maginot
Chúng tôi khó có thể mơ ước xây dựng một loại Vạn Lý Trường Thành của Pháp, trong mọi trường hợp sẽ quá tốn kém. Thay vào đó, chúng tôi đã thấy trước các phương tiện tổ chức phòng thủ mạnh mẽ nhưng linh hoạt, dựa trên nguyên tắc kép là tận dụng tối đa địa hình và thiết lập một tuyến lửa liên tục ở khắp mọi nơi.
-Ngày 10 tháng 12 năm 1929-